# Distretto di Furong
Il distretto di Furong (芙蓉区; pinyin: Fúrúng Qū) è una suddivisione dello Hunan, sotto la giurisdizione della città-prefettura di Changsha.